# Jezierzyce, Hạt Świdwin
Jezierzyce [jɛʑɛˈʐɨt͡sɛ] (trước đây là Jeseritz của Đức) là một ngôi làng thuộc khu hành chính của Gmina Rąbino, thuộc quận Świdwin, West Pomeranian Voivodeship, ở phía tây bắc Ba Lan. Nó nằm khoảng 7 kilômét (4 mi) phía nam Rąbino, 15 km (9 mi) về phía đông của Świdwin và 103 km (64 mi) về phía đông bắc của thủ đô khu vực Szczecin.
Trước năm 1945, khu vực này là một phần của Đức. Đối với lịch sử của khu vực, xem Lịch sử của Pomerania.
Ngôi làng có dân số là 290 người.